# ジョルジュ・オスマン
ジョルジュ＝ウジェーヌ・オスマン（Georges-Eugène Haussmann、1809年3月27日 - 1891年1月11日）は、19世紀フランスの政治家。1853年から1870年までセーヌ県知事の地位にあり、その在任中に皇帝ナポレオン3世とともにパリ市街の改造計画（パリ改造やパリの行政区再編）を推進した。この都市改造はフランスの近代化に大きく貢献し、現在のパリ市街の原型ともなっている。

## 生涯とその時代

### 復古王政から七月王政期
1809年、第一帝政期のパリにて、アルザス出身の家庭に生まれた。父はナポレオン1世に仕えており、主に政権の財政面を担当していたため、パリの金融界に顔の利く人物であった。この際に培われた父の人脈は、ジョルジュ・オスマンが立身出世を成し遂げる上で役に立った。1815年のナポレオン失脚後に成立したブルボン家復古王政に不満を抱いていた金融界は、背後で反政府活動を行う勢力に資金の供与を行っていた。オスマンは金融界と反政府勢力の間で仲介役をつとめたと考えられる。
1830年、フランス七月革命が成功して国王のシャルル10世は亡命へと追い込まれると、自由主義にも理解があるオルレアン家のルイ＝フィリップが王位についた。ルイ＝フィリップは銀行家の期待に応え、彼らの利益を擁護した。こうした中、オスマンは20代でヴィエンヌ県の県庁部長に就任するという異例の出世を成し遂げた。
しかし、七月王政（ルイ・フィリップ期）では極めて厳しい制限選挙がとられていたため、ルイ・フィリップにも「銀行家の王」などの批判が浴びせられた。こうした状況下で、当時勃興しつつあった中小ブルジョワジーや労働者による選挙法改正運動が高揚し、1848年のフランス二月革命へとつながった。細く入りくんだ路地裏だらけのパリ市内で、革命勢力はバリケードを作り政府軍に対して抵抗を続け、ついに革命は成功してルイ＝フィリップは亡命、第二共和政へと移行した。しかし、ブルジョワ共和派と社会主義者の対立などから政治的混乱が続いた上、かつては革命の主体だったブルジョワジーが社会主義の台頭を恐れて保守化していったため、国内に政治的安定をもたらす強力な指導者を求める風潮が強まった。こうした中、1848年末に大統領に就任していたナポレオンの甥ルイ＝ナポレオンが、1852年に国民投票を経てナポレオン3世として皇帝に即位した。第二共和政当初よりオスマンはルイ=ナポレオンを支持しており、ルイ＝ナポレオンが皇帝に即位すると、まもなく1853年にパリ市を含むセーヌ県知事に任命された。

### 都市改造計画

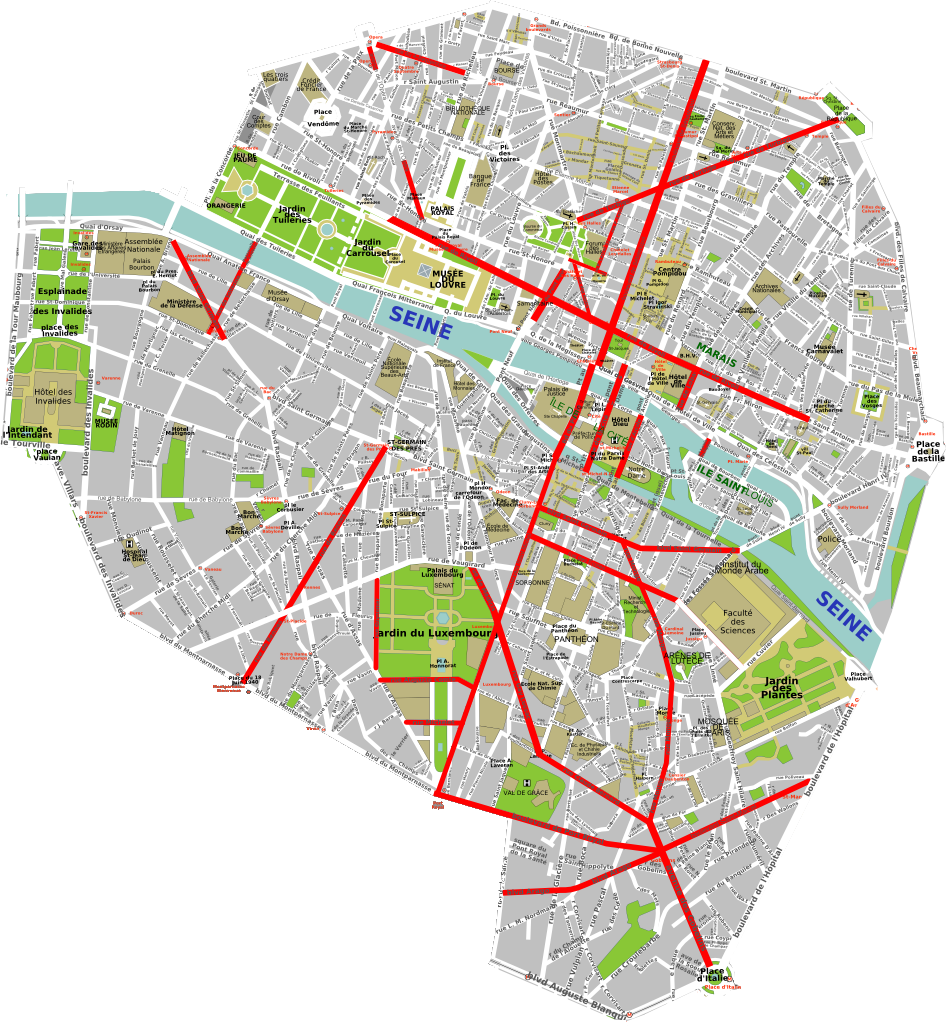
パリ改造計画

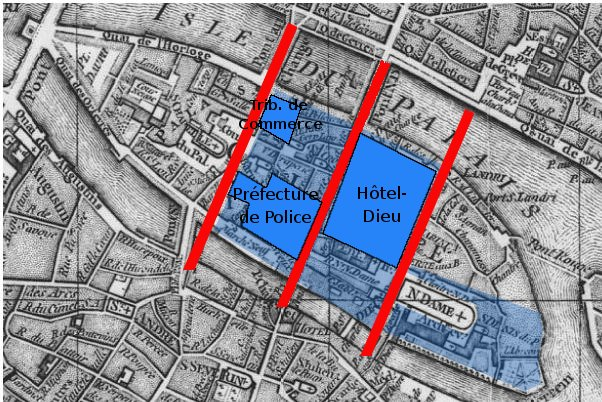
シテ島のプラン

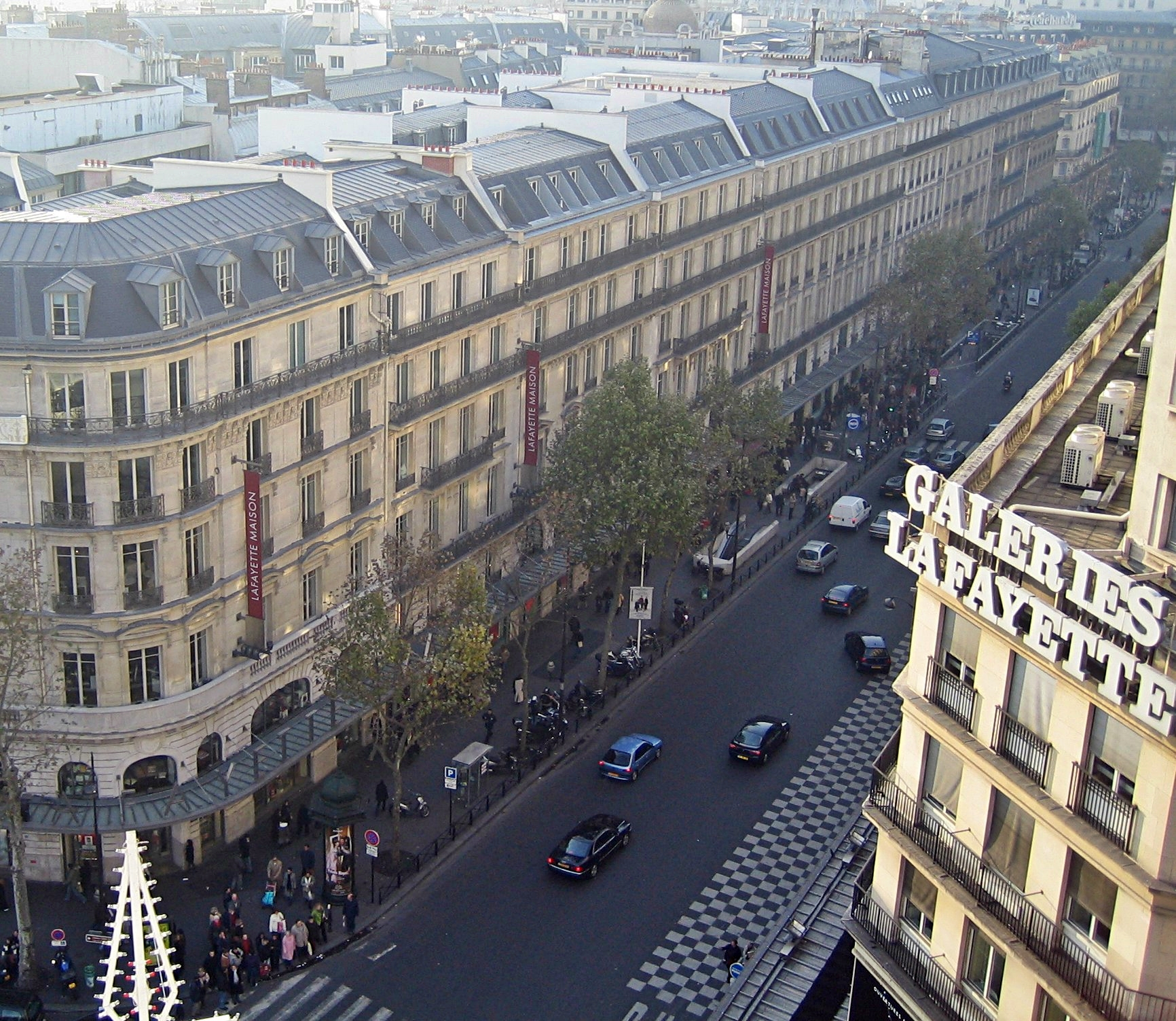
パリ9区オスマン大通りの風景

セーヌ県知事オスマンが取り組んだ最大の事業がパリ改造であった。まず、入りくんだ路地裏をとりこわし、道幅の広い大通りを東西南北へと走らせた。また、凱旋門や広場から放射状に広がる大通りを建設した。こうして交通網が整えられたことで、パリ市内の物流機能が大幅に改善された。また、現在では観光名所として名高いセーヌ川の中州に位置するシテ島（ノートルダム大聖堂などがある）は、19世紀当時においては貧民窟と化していたが、架橋、道路建設などを通じて雰囲気を一新させた。その傍ら、新進気鋭の建築家を登用してルーブル宮、新オペラ座などの建設も進められた。こうした首都の大規模な改造は、パリを訪れる各国の政治家を驚嘆させるものであり、ナポレオン3世の威光を高めることにもつながっていた。街の景観を保つことにも配慮がなされ、建造物の高さは一定までに制限された。衛生面においても、上下水道の整備が進められたことで、大幅な改善がみられ、コレラ発生の抑止にも貢献した。大通りに並ぶ街灯の数も増やされ、万国博覧会で訪れた日本人もその風景をたたえている。こうした一連の改造計画は「オスマン化」とも称され、この際の都市計画は、フランス国内にとどまらず各地における都市建設の手本ともされた。
「オスマン化」の恩恵を受けインフラの整備が進んだパリ中心部と、そこから離れたパリ周辺部の居住環境に差が開いたため、富裕層が中心部に居住し、貧困層が周辺部に追いやられる「住み分け」が徐々に進展した。この「オスマン化」の進展と平行して、プランタンなどの大規模店舗（デパート）が次々に開店された。富裕層の婦人などを購買層として狙っており、貴婦人が買い物を楽しむ習慣が形成され始めた。また、こうした大規模な都市開発事業は、当時盛んだった鉄道敷設とあわせ、多くの労働力が必要とされた。そのため、こうした一連の開発事業は雇用を創出することにもつながった。
19世紀前半までのパリは悪臭に満ちた不衛生な都市であったが、オスマンは見えるところの「美化」だけではなく、見えない部分に対しても「浄化と衛生化」のための都市改造をおこなった。遠隔地から水源水を導いて配給して各戸給水を目指し、また、暗渠式の下水道網を首都の地下に張り巡らせ、回廊式下水道を完成させた。

### 第三共和政期
1870年、オスマンは当時の内閣との対立から知事の職を退いた。同年末、ナポレオン3世はスダンの戦いでプロイセン軍に捕らえられ失脚し、フランス第三共和政へと移行した。フランス・プロイセン戦争（普仏戦争）敗勢による混乱の中、一時的にパリで労働者たちによる社会主義政権（パリ・コミューン）が成立したが、わずか2か月程度で軍事鎮圧された。この背景として、二月革命で反政府勢力を助けた路地裏がオスマンの都市改造によってなくなったため、コミューン側の兵士が市街戦においてバリケードを作れなかったことが指摘される（フランス第二帝政「都市計画」を参照のこと）。
県知事辞任後、一時ボルドーの近くへ移住した。その後、コルシカ島で一時公職につくが、晩年は回顧録の執筆に力をいれた。1891年1月、パリで死去。